# Телефорум
ЗАО «Телефорум» — бывшая оптово-розничная сеть по продаже средств мобильной связи и цифровой техники.

## История
Учредитель компании Владимир Улыбин. 
Генеральный Директор 1998-1999 Татьяна Горшкова,  
Генеральный Директор 1999-2005 Виктор Гольдзанд, 
Генеральный Директор 2005-2010 Владимир Улыбин

### Продажа компании
8 октября 2009 года компанией ОАО «Мобильные ТелеСистемы» (МТС) было объявлено о приобретении 100 % акционерного капитала ЗАО «Телефорум» у компании EWINSER INVESTMENT S.A. (BVI) и частного лица.
Сумма сделки составляет $11 миллионов. При этом 20 % от покупной цены продавец получает при закрытии сделки, а 80 % покупной цены — по истечении 12 месяцев при соблюдении ряда условий договора, включая условие соответствия показателей деятельности приобретаемой компании требованиям договора.

ЗАО «Телефорум» — компания, входящая в собственную монобрендовую розничную сеть МТС, по заключению договоров на оказание услуг связи МТС и продаже средств мобильной связи в Российской Федерации. ЗАО «Телефорум» насчитывает около 180 торговых точек: 92 торговых точек в Санкт-Петербурге и Ленинградской области, 26 салонов в Краснодаре и Краснодарском крае, 25 салонов в Ростове-на-Дону и Ростовской области, 20 салонов в Архангельске и Архангельской области, 17 салонов в Уфе и республике Башкортостан. Также сеть представлена в республике Карелия и Псковской области. Площади торговых помещений разнообразны — от 15 до 150 кв. м..
В монобрендовую розничную сеть МТС также входят компании ЗАО «Телефон. Ру», салоны связи «Эльдорадо», ООО «ТС Ритейл», а также франчайзинговые партнёрские салоны.

Управлением монобрендовой розничной сетью МТС занимается 100%-ная дочерняя компания ОАО «МТС» — ЗАО «Русская Телефонная Компания» (РТК).